# Pleurophopsis unioides
Pleurophopsis unioides is een uitgestorven tweekleppigensoort uit de familie van de Vesicomyidae. De wetenschappelijke naam van de soort is voor het eerst geldig gepubliceerd in 1919 door van Winkle.